# Cirilo Arenas
General Cirilo Arenas Pérez (Zacatelco, Tlaxcala, 1885 - Puebla, Puebla, 4 de marzo de 1920) fue un militar mexicano que participó en la Revolución mexicana. 

## Inicios
Nació en Zacatelco, Tlaxcala, en 1885; fue hijo de Francisco Arenas y de Margarita Pérez, ambos de origen campesino. Se adhirió al maderismo, junto con su hermano Domingo Arenas, bajo las órdenes del General Felipe Villegas.

## Zapatismo
Al ser proclamado el Plan de Ayala, secundó la lucha Zapatista, operando en los estados de Tlaxcala y Puebla. Sin embargo, en octubre de 1913 formaba parte de las fuerzas constitucionalistas. En 1916, por mediación del gobernador de Tlaxcala y atraídos por la Ley del 6 de enero de 1915, los hermanos Arenas accedieron a someterse a las filas constitucionalistas. En 1917, a la muerte de su hermano Domingo, unificó sus fuerzas y comenzó a hacer juicios por la muerte de su hermano. Cirilo participó en la campaña carrancista contra el zapatismo en el estado de Morelos y zonas vecinas, buscando vengar el asesinato de su hermano. Al poco tiempo regresó a la zona de Puebla y Tlaxcala. En 1918 desconoció nuevamente al gobierno de Venustiano Carranza y se alzó en armas. Cayó prisionero en la ciudad de Puebla, donde fue sentenciado por tropas carrancistas a pena de muerte el 3 de marzo de 1920.

## Muerte
Cirilo Arenas fue fusilado el 4 de marzo, a las 5 de la mañana, en el costado Oriente del cuartel de San José de Puebla. Cuentan que fue llevado del cuartel de San Francisco al de San José, en donde un capitán de apellido Garduño dio fe de la sentencia. En el fondo del cuartel fue fusilado, y el capitán E. Garduño fue quien le dio el tiro de gracia.
Fue sepultado a las tres de la tarde de ese día en su pueblo natal, Zacatelco.